# Schwertfisch
Der Schwertfisch (Xiphias gladius) ist ein großer, räuberisch lebender Knochenfisch, der weltweit in gemäßigt warmen bis tropischen Meeren anzutreffen ist. Er lebt im offenen Ozean, nähert sich nur wenig den Küsten und ernährt sich von anderen Fischen und von Kopffüßern.
Sein namensgebendes schwertartiges Rostrum kann bei ausgewachsenen Fischen ein Drittel der Körperlänge erreichen. Der wissenschaftliche Name der Gattung (Xiphias) kommt vom griechischen ξίφος xiphos und bedeutet Schwert. Das lateinische Art-Epitheton gladius steht für das römische Kurzschwert (Gladius). Der Schwertfisch ist ein geschätzter Speisefisch.

## Verbreitung
Der Schwertfisch kommt bei Wassertemperaturen zwischen 5 °C und 27 °C kosmopolitisch in allen tropischen, subtropischen und gemäßigten Ozeanen zwischen 61° nördlicher Breite und 50° südlicher Breite vor. Im westlichen Pazifik lebt er zwischen 50° nördlicher und 45° südlicher Breite und im kühleren östlichen Pazifik zwischen 50°N und 35°S. Im Indischen Ozean erstreckt sich das Verbreitungsgebiet nördlich  45° südlicher Breite. Im Norden wird das Verbreitungsgebiet durch die Küste Südasiens begrenzt. Im Atlantik kommt der Schwertfisch zwischen 50° nördlicher Breite im Nordwesten und 60° nördlicher Breite im Nordosten und 45°S im Südwesten und 45° bis 50°S im Südwesten vor. Er kommt auch im Mittelmeer, im Marmarameer und im Schwarzen Meer vor, gelegentlich auch in der Nord- und Ostsee. Der genetische Austausch zwischen der atlantischen und der mediterranen Population ist gering.

## Merkmale

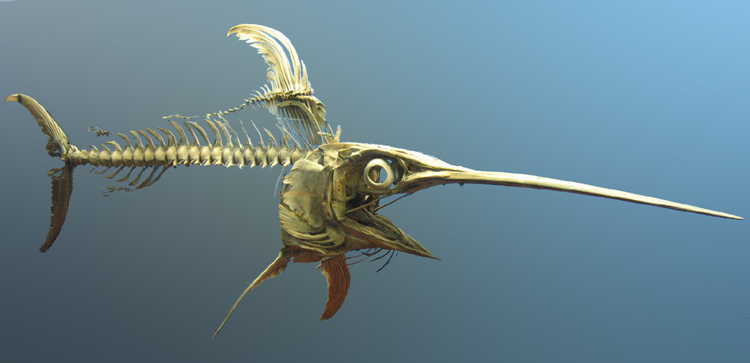
Schwertfischskelett im National Museum of Natural History in Washington, D.C.

Der Schwertfisch hat einen spindelförmigen, im Querschnitt hochovalen Körper. Sein namengebendes schwertartiges Rostrum kann bei ausgewachsenen Fischen ein Drittel der Körperlänge erreichen. Im Unterschied zum im Querschnitt runden „Speer“ seiner nächsten Verwandten, der Fächer- und Speerfische (Istiophoridae), ist das „Schwert“ der Schwertfische abgeflacht. Es wird vom verlängerten Oberkiefer gebildet, bei jungen Schwertfischen ist auch der Unterkiefer zu einem kürzeren Schwert ausgezogen. Das Schwert ist schon bei 10 mm langen Jungfischen gut entwickelt.
In Körpergröße und Gewicht unterscheiden sich Schwertfische regional deutlich. So liegt die durchschnittliche Körperlänge von Schwertfischen, die mit Langleinen im nordwestlichen Pazifik gefangen wurden, bei 1,2 bis 1,9 Metern. Das mittlere Gewicht der im Mittelmeer gefangenen Tiere liegt zwischen 115 und 160 kg. Fische der Mittelmeerpopulation erreichen nur selten ein Gewicht über 230 kg, im westlichen Atlantik werden sie bis zu 320 kg und im südöstlichen Pazifik bis 530 kg schwer. Weibchen werden größer als Männchen, die nur selten ein Gewicht von mehr als 140 kg erreichen. Der größte jemals gefangene Schwertfisch maß 4,55 Meter bei einem Gewicht von 650 Kilogramm.

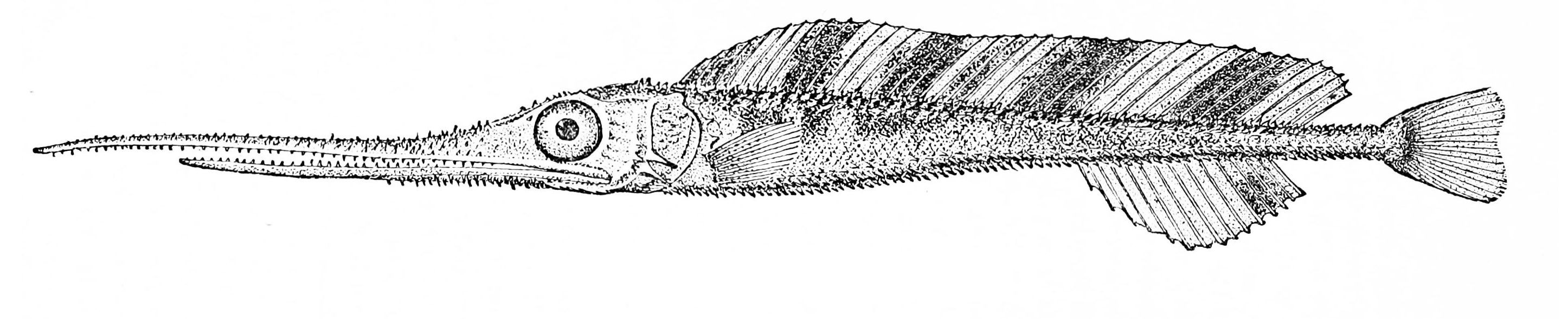
Sehr junger Schwertfisch, auch der Unterkiefer ist schwertartig verlängert, die Kiefer sind bezahnt, eine einzige durchgehende Rückenflosse, der Körper ist beschuppt.

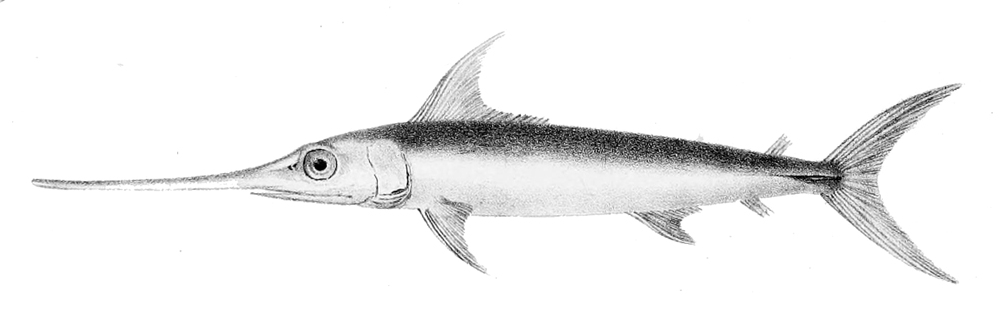
Junger Schwertfisch.

Während ihres Wachstums unterliegen Schwertfische großen morphologischen Änderungen. Die Kiefer ausgewachsener Schwertfische sind zahnlos, während junge Fische mit einer Körperlänge von bis zu einem Meter feine Zähnchen zeigen. Jungfische sind zudem mit kleinen, stachligen Schuppen bedeckt, während adulte Fische ab einer Körperlänge von einem Meter schuppenlos sind. Die Seitenlinie fehlt ausgewachsenen Schwertfischen, während sie bei bis zu einem Meter langen Jungfischen vorhanden ist.

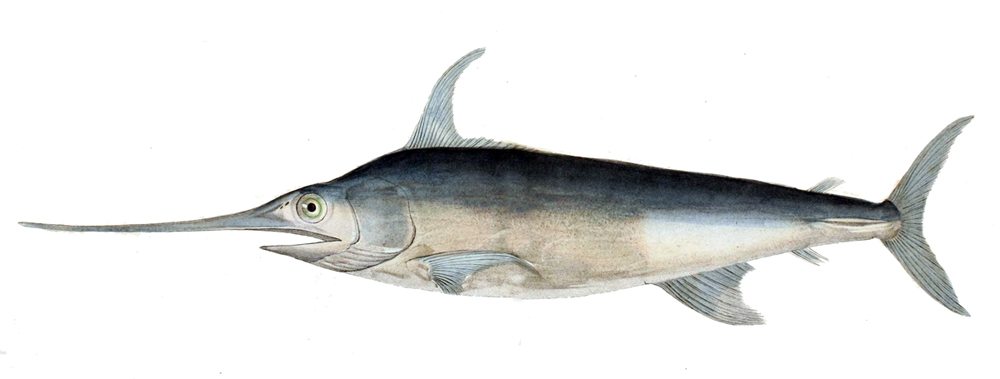
Ausgewachsener Schwertfisch

Ausgewachsene Schwertfische haben zwei Rückenflossen, die weit voneinander getrennt sind. Die erste, weitaus größere Rückenflosse befindet sich unmittelbar hinter dem Kopf und den Brustflossen. Sie wird von 34 bis 49 Flossenstrahlen gestützt; die viel kleinere zweite Rückenflosse, die sich kurz vor dem Schwanzflossenstiel befindet, besitzt vier bis sechs Flossenstrahlen. Jungfische haben eine längere, durchgehende Rückenflosse. Auch die Afterflosse ist zweigeteilt, die erste liegt etwas hinter der Körpermitte und hat 13 oder 14 Flossenstrahlen, die zweite, kurz vor dem Schwanzflossenstiel und ein klein wenig vor dem Beginn der zweiten Rückenflosse, besitzt drei oder vier Flossenstrahlen. Die Brustflossen sind sichelförmig, relativ starr und werden von 16 bis 18 Flossenstrahlen gestützt. Bauchflossen und der dazugehörende Beckengürtel fehlen. Die Schwanzflosse ist groß und halbmondförmig, der Schwanzflossenstiel ausgewachsener Tiere hat zu beiden Seiten je einen knorpeligen Kiel. Der Anus befindet sich nahe dem Anfang der ersten Afterflosse.
Schwertfische sind auf dem Rücken schwarz-braun bis bläulich-grau, zum Bauch hin werden sie immer heller. Die Flossenmembran der ersten Rückenflosse ist schwarzbraun, die anderen Flossen sind schwarzbraun bis braun. Die Augen sind groß, das Maul nicht vorstülpbar. Die Kiemenöffnungen sind groß, Kiemenreusen sind nicht vorhanden. Die Anzahl der Wirbel liegt bei 26, darunter sind 15 bis 16 Rumpf- und zehn bis elf Schwanzwirbel.
Von den auf den ersten Blick ähnlichen Marlinen, Fächer- und Speerfischen unterscheiden sich die Schwertfische neben ihrem stark abgeflachten Rostrum durch die kurze erste Rückenflosse und das Fehlen von Zähnen, Bauchflossen und Becken. Außerdem besitzen sie nur einen Kiel auf jeder Seite des Schwanzstiels; Fächer- und Speerfische haben dagegen zwei.

## Endothermie

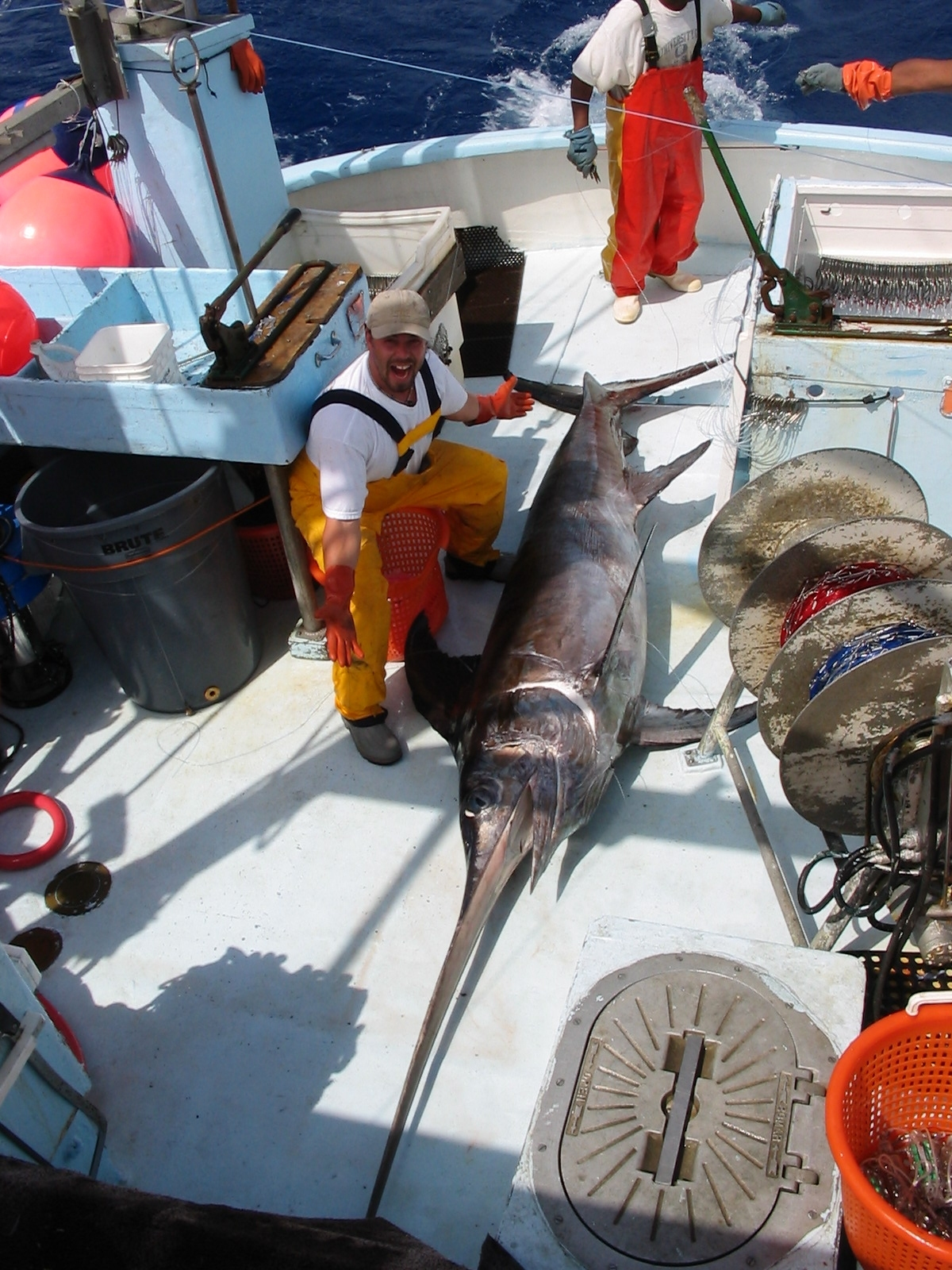

Der Schwertfisch hat einen partiell endothermen Stoffwechsel. Das bedeutet: Er ist in der Lage, seine Körpertemperatur teilweise von innen her zu regulieren. So sind Augen und Gehirn des Schwertfisches 10 °C bis 15 °C wärmer als das umgebende Wasser. Im äußeren Augenmuskel (Musculus rectus superior) machen die Mitochondrien (die „Kraftwerke“ der Zellen) 55 bis 77 % des Zellvolumens aus und haben damit den höchsten Anteil bei allen auf dieses Merkmal hin untersuchten tierischen Zellen. Des Weiteren ist im äußeren Augenmuskel der Gehalt an Myoglobin besonders hoch und das sarkoplasmatische Retikulum, das Calciumionen (Ca2+) speichert, vermehrt. Dagegen fehlen kontraktile Fibrillen. Die aus dem sarkoplasmatischen Retikulum entweichenden Ca2+-Ionen werden mit Ionenpumpen (Transportproteine) zurückgepumpt, was zur Produktion von Wärme führt. Der Sinn dieser Augen- und Gehirnerwärmung liegt wahrscheinlich darin, Temperaturunterschiede und die damit verbundene Beeinträchtigung der Hirn- und Sehleistung zu vermeiden, die entstehen würden, wenn die Beute jagenden Schwertfische verschieden temperierte Wasserschichten durchschwimmen. Die Muskelzellen des umgebauten Augenmuskels besitzen keine Calcium bindenden Proteine wie Troponin beziehungsweise Calmodulin, Aktin und Myosin. Hier wird allerdings, wie in anderen Zellen auch, in den Mitochondrien Adenosintriphosphat gebildet. Bei Erregung der Zelle wird Calcium aus dem Endoplasmatischen Retikulum ausgeschüttet. Der Anstieg der Calcium-Konzentration fördert die Adenosintriphosphatbildung im Mitochondrium. Es wird dazu verwendet, das Calcium mit Hilfe des Proteins Calsequestrin zurück ins endoplasmatische Retikulum zu pumpen. Die geleistete Arbeit wird hierbei in Wärme umgesetzt. Zusätzlich ist noch ein Rete mirabile vorhanden. Es führt durch einen Gegenstromkreislauf dazu, dass die Wärme im Gehirn gehalten wird.

## Lebensweise
Schwertfische sind Bewohner des offenen Ozeans, sind aber gelegentlich auch in küstennahen Gewässern anzutreffen. Sie sind wärmeliebend und bevorzugen Wassertemperaturen über 13 °C. Deshalb halten sie sich vor allem im Epipelagial oberhalb der Thermokline zwischen wärmeren Oberflächen- und kaltem Tiefenwasser auf. Ihr Temperaturoptimum liegt bei 18 °C bis 22 °C. Unter allen Schwertfischartigen ist die Temperaturtoleranz beim Schwertfisch am größten und reicht von 5 °C bis 27 °C. Schwertfische können deshalb auch in das Mesopelagial in 5 °C bis 10 °C kaltes Wasser in Tiefen von 550 bis 650 Metern hinabtauchen, um z. B. bodenbewohnende Fische zu erbeuten. Sie wandern weite Strecken und suchen zur Fortpflanzung warme Gewässer auf und kalte, um genügend Nahrung zu finden. Generell ziehen sie im Sommer zur Nahrungssuche in gemäßigte oder kühlere Meeresregionen und wandern im Herbst zur Überwinterung in äquatornahe Zonen. Schwertfische, die im nordwestlichen Atlantik vor der Küste von Georgia und South Carolina mit Sendern markiert und mit Satellitentelemetrie verfolgt wurden, legten in 30 Tagen zwischen 11 und 1486,8 km zurück, in 60 Tagen bis zu 2547 km und nach 90 Tagen maß die zurückgelegte Strecke beim wanderfreudigsten Tier 3053,2 km.
Schwertfische können hohe Geschwindigkeiten erreichen. Um den Strömungswiderstand zu reduzieren, besitzen sie im Kopf eine Drüse, die ein öliges Sekret produziert und dies über ein Netz von Kapillaren in der Kopfhaut über den Kopf verteilt. Da ihnen die Bauchflossen fehlen, sind die Tiere nicht in der Lage, abrupt zu bremsen. Dies war auch nicht nötig, da Hindernisse auf der Hochsee nicht vorhanden waren, bevor der Mensch damit anfing, die Meere mit Schiffen zu befahren. Es sind Unfälle bekannt geworden, bei denen mit hoher Geschwindigkeit jagende Schwertfische ihr Schwert durch hölzerne Bootsplanken bohrten.
Dabei können auch Menschen zu Schaden kommen.
Als Parasiten der inneren Organe der Schwertfische sind unter anderem Hakensaugwürmer (Monogenea), Saugwürmer aus der Unterklasse Digenea, Band- (Cestoda) und Fadenwürmer (Nematoda) bekannt. Ruderfußkrebse (Copepoda) parasitieren auf der Hautoberfläche. Bei Schwertfischen aus dem Golf von Guinea, die auf ihren Parasitenbefall untersucht worden sind, wurde in den Mägen aller Tiere der Bandwurm Tentacularia coryphaenae gefunden. Sein den Anus befallender Verwandter Pelichnibrothrium speciossum wurde bei 4,8 % der Tiere nachgewiesen. Die Prävalenz (der Befall) für die weiteren Parasitenarten liegt dazwischen.

### Ernährung

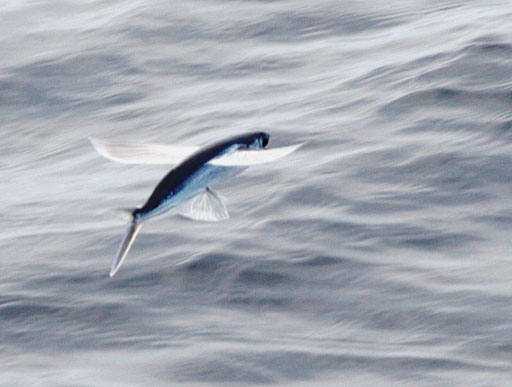
Fliegende Fische gehören trotz ihrer Schnelligkeit zum Beutespektrum der Schwertfische.

Ausgewachsene Schwertfische sind Raubfische, die ihre Nahrung im freien Wasser und auf dem Meeresboden suchen. Dabei sind sie nicht wählerisch. Über tiefen Meeresregionen fressen sie vor allem pelagische Schwarmfische, darunter Thunfische, Goldmakrelen, Lanzenfische, Schlangenmakrelen, Fliegende Fische, Barrakudas und andere, sowie Kalmare. Über Flachwasserzonen des Meeres umfasst ihr Nahrungsspektrum Makrelen, Heringe, Sardinen, Sardellen, Eidechsenfische und Hornhechte. Große Schwertfische tauchen zum Beutefang auch sehr tief in Regionen, in denen die Wassertemperatur nur noch zwischen 5 °C und 10 °C beträgt. Hier erbeuten sie vor allem Seehechte, Seebrassen, Haarschwänze, Schlangenmakrelen, Stachelköpfe und typische Tiefseefische wie Laternenfische, Borstenmäuler und Tiefsee-Beilfische. Besonders an den aufgeschlitzten erbeuteten Kopffüßern lässt sich bei Untersuchungen des Mageninhalts erkennen, dass die Schwertfische ihre Beute auch durch Schläge mit der seitlichen Kante des Schwerts töten.

### Fortpflanzung
Schwertfische sind sehr fruchtbar, die Eierstöcke der Weibchen können 2 bis 5 Millionen Eier enthalten. Die atlantische Population laicht ganzjährig, aber vor allem von April bis September in der Karibik, im Golf von Mexiko, an der Küste Floridas und in der südlichen Sargassosee. Die Ei- und Samenabgabe findet in einer Tiefe von 0 bis 75 Meter und bei einer Wassertemperatur von etwa 23 °C statt. Die Schwertfische des äquatorialen Pazifik vermehren sich ebenfalls das ganze Jahr über, im mittleren Pazifik von März bis Juli, im westlichen Südpazifik von September bis Dezember. Das am besten erforschte Laichgebiet liegt im Mittelmeer rund um den Süden Italiens und um Sizilien, vor allem in der Straße von Messina. Mit Ausnahme der Wintermonate Januar und Februar finden sich dort das ganze Jahr über ausgewachsene Schwertfische, das Laichen ist von Juni bis August sehr intensiv. Im freien Wasser schwebende Eier finden sich dort von Juni bis September und junge Schwertfische bis zu einem Gewicht von 5 kg von Oktober bis Dezember. Von November bis März treten junge Schwertfische zahlreich im gesamten Mittelmeer auf. Die Eier haben einen Durchmesser von 1,6 bis 1,8 mm, die frisch geschlüpften Larven sind etwa 4 mm lang. Die Larven bevorzugen Temperaturen über 24 °C. Jungfische leben zunächst in den oberen Wasserschichten und entwickeln sich schnell zu gefräßigen Raubfischen. Weibliche Schwertfische wachsen schneller als männliche. Mit einem Alter von 5 bis 6 Jahren sind Schwertfische geschlechtsreif und laichen zum ersten Mal. Die Altersbestimmung ist schwierig, weil „Jahresringe“ an Schuppen nicht abgelesen werden können, da solche nicht vorhanden und die Otolithen zu klein sind. Zur Altersbestimmung ist es deshalb notwendig, Jahresringe an Flossenstrahlen-Querschnitten zu zählen.

## Systematik

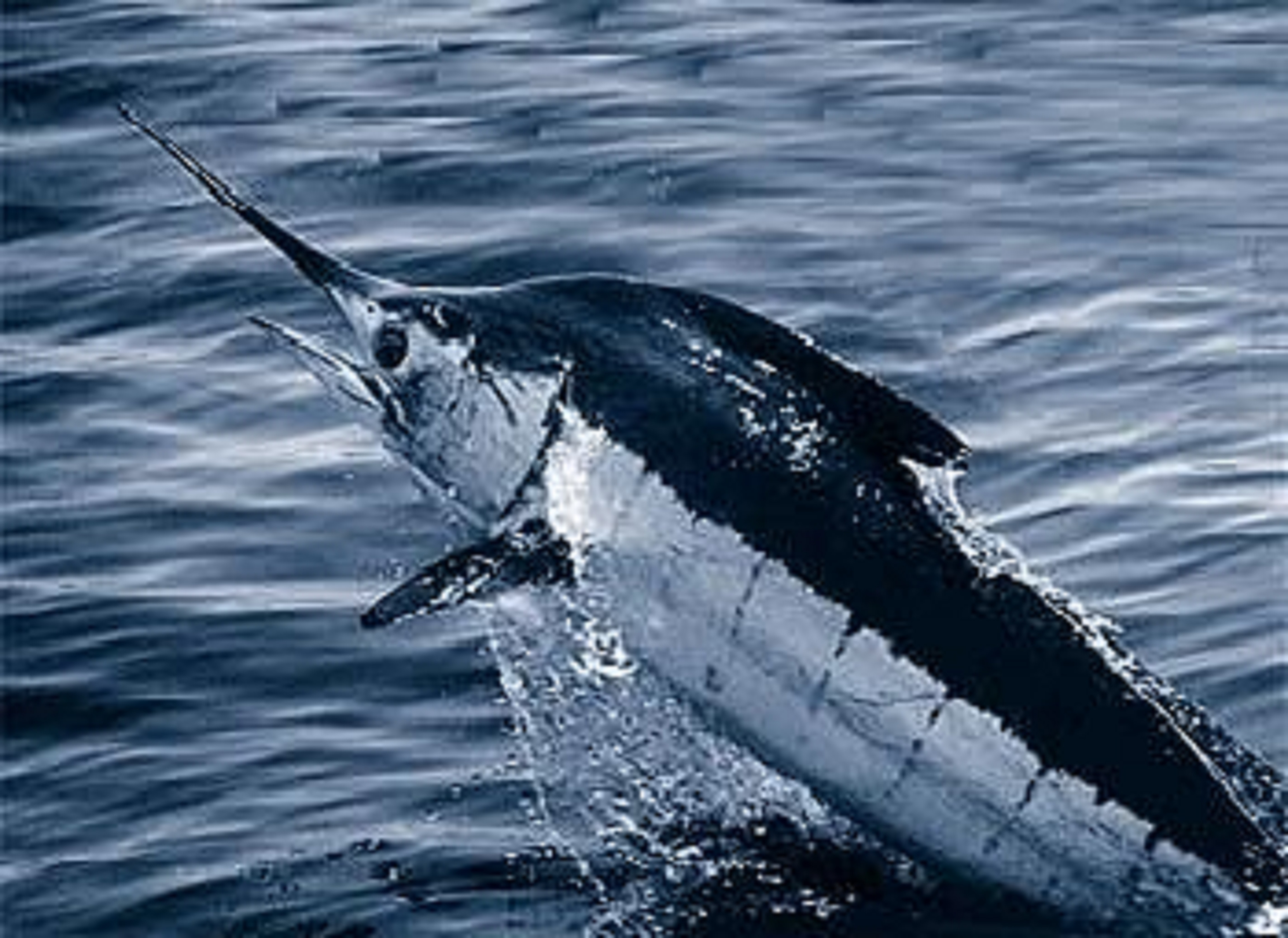
Der Atlantische Blaue Marlin (Makaira nigricans) ist ein Verwandter des Schwertfisches.

Der Schwertfisch (Xiphias gladius) ist die einzige Art der Gattung Xiphias und der Familie Xiphiidae. Er stellt das Schwestertaxon der Fächer- und Speerfische (Istiophoridae) dar und bildet mit ihnen die Überfamilie der Schwertfischverwandten (Xiphioidea) in der Ordnung Carangiformes. Traditionell wurden der Schwertfisch und die Fächer- und Speerfische den „Makrelenartigen“ (Scombroidei) zugerechnet.
Unter den Makrelenartigen scheint jedoch nur mit den Barrakudas (Sphyraenidae) eine nähere Verwandtschaft zu bestehen. Ansonsten sind der Schwertfisch und die anderen Istiophoriformes wahrscheinlich mit den Stachelmakrelen (Carangidae) und ihren nahen Verwandten, sowie den Centropomidae, den Schützenfischen (Toxotidae) und den Plattfischen  (Pleuronectiformes) verwandt. Auch die scheibenförmigen Mondbarsche (Menidae) sind nah mit den Schwertfischartigen verwandt.

## Fossilbericht
Die Familie Xiphiidae lässt sich mit Sicherheit seit dem unteren Eozän vor 48 Millionen Jahren fossil nachweisen. Ein sehr viel älteres, als Cylindracanthus beschriebenes fossiles Rostrum ist aus dem kreidezeitlichen Pierre Shale von South Dakota bekannt. Es wird für gewöhnlich in die Familie  Xiphiidae gestellt, zeigt aber so wenig diagnostische Merkmale, dass auch eine Zuordnung zu den Störartigen (Acipenseriformes) in der Diskussion ist.
Xiphiorhynchus aus dem Eozän und aus dem Oligozän ist die erste sicher den Xiphiidae zuzuordnende Gattung. Fossilien wurden in Belgien, England, Ungarn, Ägypten und den USA gefunden. Xiphias selber erschien vor 15 Millionen Jahren im mittleren Miozän, die rezente Art Xiphias gladius ist seit dem unteren Pliozän nachgewiesen. Aus der gleichen Zeit stammt die ausgestorbene Art Xiphias delfortrierii, deren fossile Überreste in der italienischen Provinz Pisa gefunden wurden.

## Fischerei und Bestand

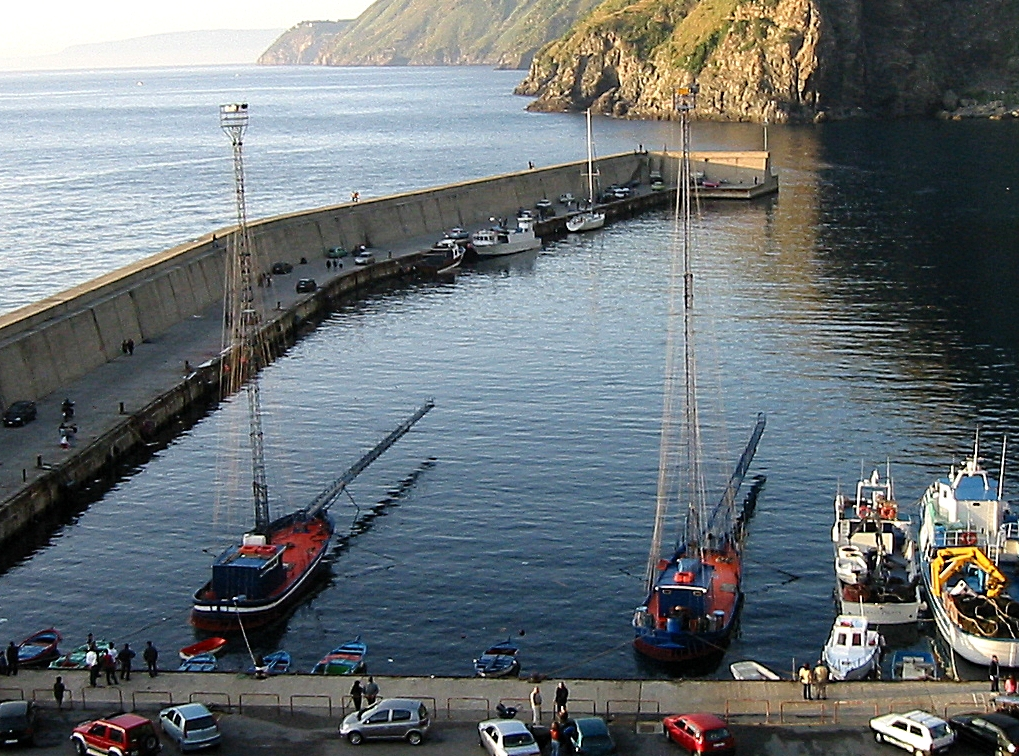
Zwei auf den Schwertfischfang spezialisierte Fischerboote mit hohem Ausguck und langen Bugauslegern im Hafen von Bagnara Calabra

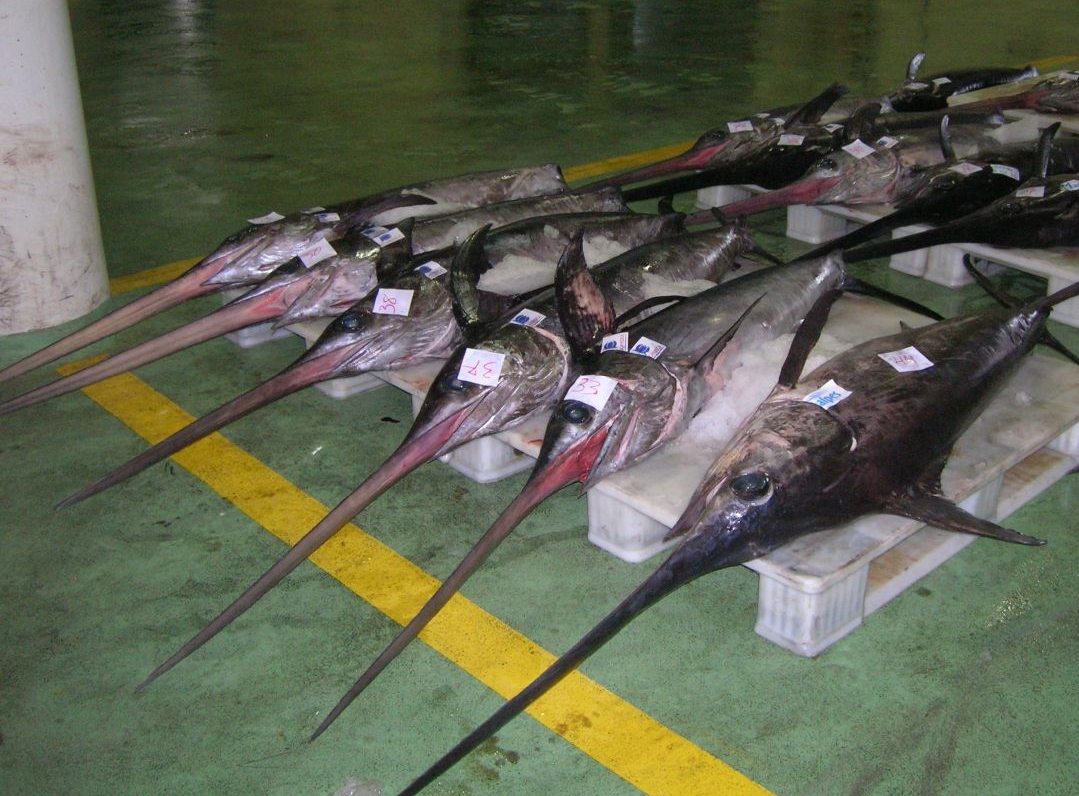
Schwertfischauktion im Fischmarkt von Vigo in Spanien

Dem Schwertfisch wird als einem begehrten Speisefisch weltweit nachgestellt. Zum Fang benutzt man Langleinen, Harpunen und Netze. Wegen seiner Größe und Wildheit ist er eine begehrte Trophäe für Hochseeangler. Beim Versuch, sich von der Schnur zu befreien, liefert der Schwertfisch einen lang andauernden Kampf und schießt in spektakulären Sprüngen aus dem Wasser.
Schwertfischfleisch ist rosa, ausgesprochen schmackhaft und eine gefragte Delikatesse; ähnlich wie Thunfischfleisch ist es fest und sehr mager. Es wird frisch oder gefroren vermarktet und für Steaks, Konserven, Sashimi oder Teriyaki genutzt. Ausgewachsene, große Individuen können im Laufe ihres Lebens in ihrem Fleisch das giftige Schwermetall Quecksilber angereichert haben.
Hauptfangnationen sind Japan, die USA, Italien, Spanien, Kanada, Südkorea, Taiwan, die Philippinen und Mexiko. Bedeutende Fanggebiete sind das Mittelmeer, der Golf von Mexiko und im Atlantik die Georges Bank vor dem Golf von Maine, die Grand Bank vor Neufundland, der Golf von Guinea, und im Südatlantik die Küsten Brasiliens und Uruguays. Im Pazifik werden Schwertfische vor allem von Kalifornien bis Ecuador, Peru und Nordchile gefangen, außerdem an der Ostküste Australiens und rund um Neuseeland.
Aufgrund der gestiegenen Nachfrage ist die Fangmenge seit den 1980er Jahren stark angestiegen. Lag sie zwischen 1950 und 1980 unter 40.000 Tonnen im Jahr, so überschritt sie 1995 erstmals 100.000 Tonnen und erreicht mit den letzten veröffentlichten Zahlen von 2014 mit 126.879 Tonnen ihren Höhepunkt. Die IUCN schätzte zuletzt 2021 den Gesamtbestand als potenziell gefährdet ein (Near Threatened), während er 2011 noch als nicht gefährdet (Least Concern) gelistet wurde. Weltweit ging der Bestand in den letzten 20 Jahre um mindestens 22 % zurück, mit unterschiedlichen Entwicklungen in verschiedenen Populationen. Insbesondere die Bestände im Mittelmeer und Südatlantik leiden unter Überfischung. Greenpeace hält den Konsum von Schwertfischfleisch, mit Stand 2016 von einer Ausnahme  abgesehen, für nicht vertretbar. Auch der WWF hält den Konsum von Schwertfisch grundsätzlich für nicht vertretbar und nennt als einzige Ausnahme nur Fänge aus dem Nordwestatlantik (FAO 21), die mit Handleinen, Angelleinen oder Harpunen gefischt wurden.

## Kultur
Nach dem Schwertfisch wurden ein Sternbild, ein Film, mehrere Kriegsschiffe der britischen Marine (HMS Swordfish) und U-Boote der US-amerikanischen Marine benannt, außerdem ein britischer Doppeldecker, die Fairey Swordfish, die während des Zweiten Weltkriegs als trägergestützter Torpedobomber, Aufklärer und U-Boot-Jäger eingesetzt wurde. 
Der Film Der Sturm aus dem Jahr 2000, mit George Clooney in einer der Hauptrollen, handelt im Wesentlichen von der Arbeit und dem harten Alltag der Fischer beim Schwertfischfang.